# Diocèse de Guarapuava
Le diocèse de Guarapuava (en latin, Dioecesis Guarapuavensis) est une circonscription ecclésiastique de l'Église catholique au Brésil.
Son siège se situe dans la ville de Guarapuava, dans l'État du Paraná. Créé en 1965, il est suffragant de l'archidiocèse de Curitiba et s'étend sur 27 360 km2.
Son évêque depuis 2020 est Mgr Amilton Manoel da Silva.